# Gang i 90'erne
Gang i 90'erne var en programlignende vedtagelse udfærdiget af Socialdemokratiet under ledelse af Svend Auken i 1989. Programmet var en vision for den politik, der skulle føres 1990-1995 og blev retningsgivende for den socialdemokratiske politik i 1990'erne, efter at Poul Nyrup Rasmussen i 1993 dannede regering.
Centrale politikker i planen var sænkning af skatter og afgifter, slankning af den offentlige sektor, bedre pensionsordninger og fokus på efteruddannelse. Det fremgår således af planen, at "det offentlige forbrug skal holdes i ro ved strukturforandringer, der baner vej for både bedre og billigere opgaveløsninger", og der skulle ske en "lettelse i skatter, afgifter og offentlige takster".  
En del af tankerne blev ført ud i livet. Arbejdsmarkedspensionerne blev indfaset og suppleret med SP, så folkepensionens rolle i det samlede pensionssystem blev stærkt mindsket. Der blev gennemført to store skattereformer, hvor Nyrup-regeringen sænkede den øverste marginalskat fra 68 til 63 %.